# Tim Miller (Eishockeyspieler)
Timothy J. „Tim“ Miller (* 6. März 1987 in Davisburg, Michigan) ist ein ehemaliger US-amerikanisch-deutscher Eishockeyspieler, der im Verlauf seiner aktiven Karriere zwischen 2003 und 2021 unter anderem jeweils über 130 Spiele in der Deutschen Eishockey Liga (DEL) und DEL2 auf der Position des Flügelstürmers bestritten hat. Darüber hinaus absolvierte Miller über 230 weitere Partien in der American Hockey League (AHL).

## Karriere

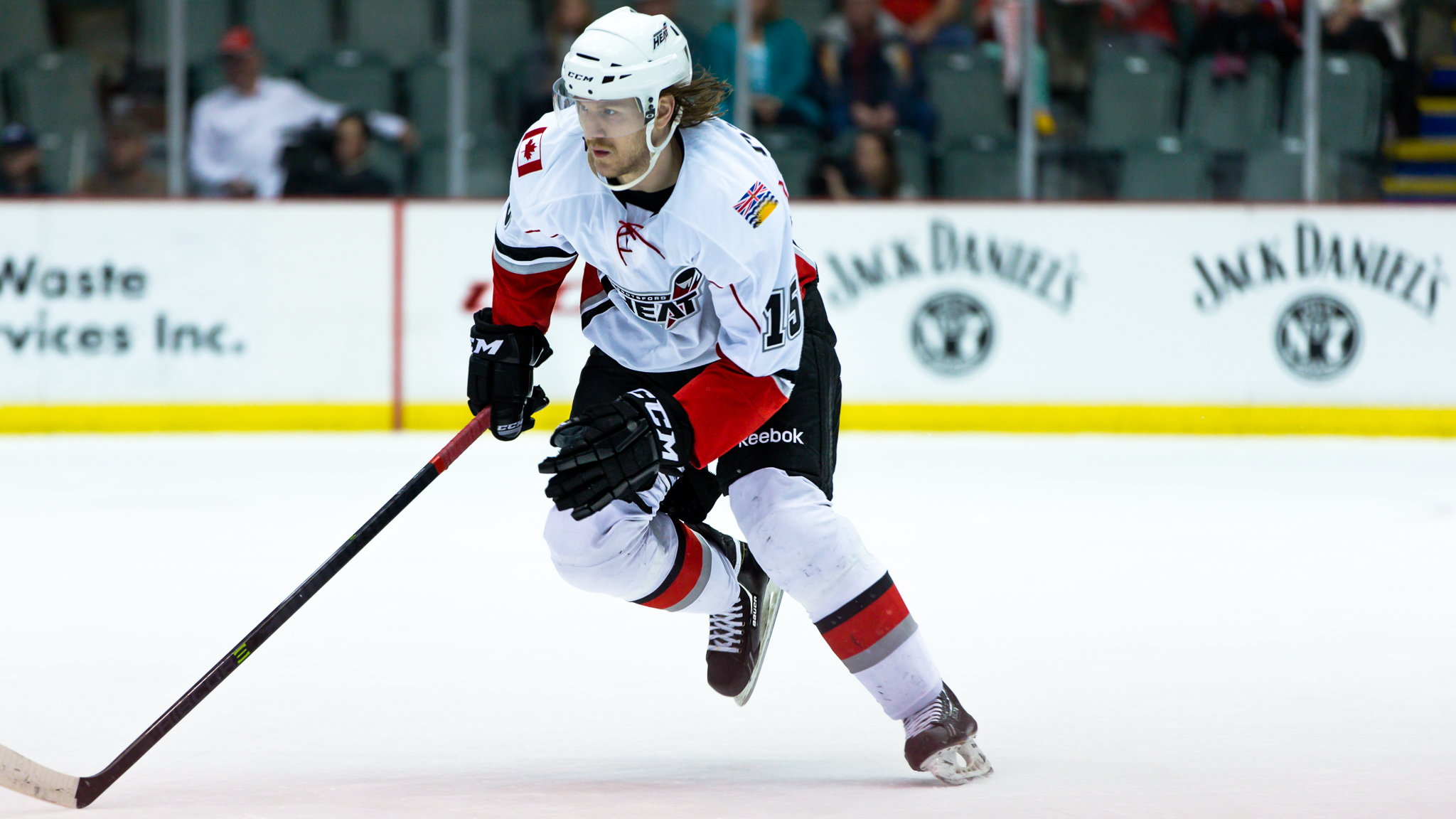
Miller im Trikot der Abbotsford Heat (2014)

Miller begann mit dem Eishockey im Alter von vier Jahren. Als Jugendlicher spielte er zwischen 2003 und 2005 unter anderem für die River City Lancers bzw. Omaha Lancers in der United States Hockey League (USHL), ehe er 2005 an die University of Michigan wechselte. Dort absolvierte er eine vollständige Collegekarriere, also vier Jahre, in denen er 166 Einsätze absolvierte und dabei 25 Tore sowie 52 Assists erzielte.
Kurz nach dem Ende seiner Universitätszeit unterschrieb der Stürmer im April 2009 bei Syracuse Crunch aus der American Hockey League (AHL). Dort kam er bis zum Ende der Saison 2009/10 in einem Spiel zum Einsatz. In der Folgesaison blieb Miller in Syracuse, pendelte während der Spielzeit aber zwischen der AHL-Mannschaft und dem Partnerteam Gwinnett Gladiators aus der ECHL. In der Saison 2010/11 spielte er dann für die Gladiators sowie für den AHL-Vertreter Chicago Wolves. Bei den Wolves blieb Miller anschließend bis November 2013, als er zum AHL-Konkurrenten Springfield Falcons transferiert wurde. In jener Saison 2013/14 folgten weitere Mannschaftswechsel – im Januar 2014 wurde er von den Falcons an den ECHL-Organisation Evansville IceMen verliehen, bereits wenige Wochen später landete Miller erneut in der AHL, diesmal bei den San Antonio Rampage, um im März zu deren Ligarivalen Abbotsford Heat zu wechseln.
Nachdem er in seinen bislang sechs Spielzeiten als Profi für sieben Vereine gespielt hatte, entschloss Miller sich zu einer abermaligen Veränderung und nahm ein Angebot des deutschen Zweitligisten Fischtown Pinguins Bremerhaven an, der ihn im November 2014 unter Vertrag nahm. Nach zwei Spieljahren in Bremerhaven in der DEL2 wechselte der US-Amerikaner im Mai 2016 zu den Straubing Tigers in die Deutsche Eishockey Liga (DEL). Ende Oktober 2017 wurde er von den Dresdner Eislöwen aus der DEL2 unter Vertrag genommen und wechselte im November 2017 zu den Krefeld Pinguinen in die DEL. Dort verbrachte er zwei Spielzeiten. In der Sommerpause 2019 nahm Miller ein Angebot der Heilbronner Falken aus der DEL2 an. Im Januar 2021 wurde Millers Vertrag aufgelöst, nachdem dieser mehrfach durch Disziplinlosigkeiten gegenüber Schiedsrichtern aufgefallen war. Danach trat der 33-Jährige nicht mehr im professionellen Eishockey in Erscheinung.

## Erfolge und Auszeichnungen
- 2008 Mason-Cup-Gewinn mit der University of Michigan
- 2008 CCHA Tournament MVP
- 2009 CCHA Best Defensive Forward
- 2015 Bester Stürmer des IIHF Continental Cup

## Karrierestatistik
(Legende zur Spielerstatistik: Sp oder GP = absolvierte Spiele; T oder G = erzielte Tore; V oder A = erzielte Assists; Pkt oder Pts = erzielte Scorerpunkte; SM oder PIM = erhaltene Strafminuten; +/− = Plus/Minus-Bilanz; PP = erzielte Überzahltore; SH = erzielte Unterzahltore; GW = erzielte Siegtore; 1 Play-downs/Relegation; Kursiv: Statistik nicht vollständig)